# (473055) 2015 HM87
(473055) 2015 HM87 es un asteroide perteneciente al cinturón de asteroides, descubierto el 6 de octubre de 2008 por el equipo del Spacewatch desde el Observatorio Nacional de Kitt Peak, Arizona, Estados Unidos.

## Designación y nombre
Designado provisionalmente como 2015 HM87.

## Características orbitales
2015 HM87 está situado a una distancia media del Sol de 2,637 ua, pudiendo alejarse hasta 2,797 ua y acercarse hasta 2,478 ua. Su excentricidad es 0,060 y la inclinación orbital 7,341 grados. Emplea 1564 días en completar una órbita alrededor del Sol.

## Características físicas
La magnitud absoluta de 2015 HM87 es 17.